# Fondo Nacional para la Cultura y las Artes
El Fondo Nacional para la Cultura y las Artes (Fonca, por su acrónimo) es un organismo público mexicano que forma parte de Secretaría de Cultura cuyo fin es apoyar la creación y producción artística, y cultural, de calidad; promover y difundir la cultura; incrementar el acervo cultura; y preservar y conservar el patrimonio cultural de la nación.

## Historia
La creación del Fonca está relacionada con la creación del Consejo Nacional para la Cultura y las Artes (Conaculta) durante el gobierno del presidente Carlos Salinas de Gortari. El Fondo Nacional para la Cultura y las Artes fue fundado el 2 de marzo de 1989 como una instancia de apoyo a los artistas por parte del Gobierno Federal ante la idea de que el Estado debía garantizar plena libertad a los creadores, como respuesta a la comunidad artística interesada en fomentar el trabajo independiente y para satisfacer las necesidades de transformar el panorama cultural mexicano.
Es el mecanismo financiero de Conaculta, quien administra y controla las aportaciones dadas por el Estado y la sociedad civil; también busca unificar los esfuerzos del Estado, sociedad civil y la comunidad artística alrededor de la creación de estímulos para las creaciones artísticas.  Su misión consiste en apoyar la creación y producción artística de calidad que opere bajo las premisas de participación democrática y quedad de oportunidades.
Los estímulos impartidos por el Fonca son en su mayoría financieros y están dirigidos a todos los artistas mexicanos, desde 18 años, que vivan en la República, en el extranjero o artistas extranjeros que acrediten que están como inmigrantes. También apoya a grupos culturales y a quienes hayan contribuido de forma significativa a enriquecer al panorama artístico del país.
Las convocatorias para dichos apoyos se publican en la página del Fonca y de Conaculta. Hasta el 2014 existían 25 convocatorias abiertas a toda la gente para que se postularan a ellos.

### Titulares
| Titulares                    | Periodo     |
| ---------------------------- | ----------- |
| Héctor Vasconcelos           | 1989 - 1991 |
| María Cristina García Cepeda | 1991 - 1994 |
| José Luis Martínez Hernández | 1994 - 2000 |
| Mario Espinosa Ricalde       | 2000 - 2006 |
| Raúl Zorrilla                | 2006 - 2007 |
| Martha Cantú Alvarado        | 2007 - 2013 |
| Irma Claire Obregón          | 2013 - 2014 |
| Moisés Rosas Silva           | 2014 - 2017 |
| Juan Manuel Meliá Huerta     | 2017 - 2018 |
| Mario Bellatin               | 2018 - 2019 |
| Marina Núñez Bespalova*      | 2019        |
| Adriana Konzevik Cabib       | 2019 - 2020 |
| Juan Carlos Gutiérrez Bonet  | 2021 -      |
| *Encargada de despacho.      |             |

## Transición[15]
El 2 de abril de 2020, durante el mandato del presidente Andres Manuel López Obrador, se publicó en el Diario Oficial de la Federación el decreto presidencial por el que se ordenó la extinción o terminación de los fideicomisos públicos, mandatos públicos y análogos, con la finalidad de que su dinero se canalizara a la Tesorería de la Federación para atender el área de salud. 
El FONCA fue eliminado como fideicomiso y como mandato. Se presentó una petición de excepción propuesta ante la Secretaría de Hacienda y Crédito Público por parte de Alejandra Frausto, secretaria de Cultura, debido a que el Fonca contaba con un organigrama operativo compuesto por personal contratado y figuras de mando.
La solución fue que la Secretaría de Cultura incorporara el Fonca a su estructura orgánica como un Sistema de Apoyos a la Creación y a Proyectos Culturales (SACPC), para que tuviera “reglas de operación claras, transparentes y sin espacio a la corrupción. Además de dotarlo de certeza jurídica, reconociendo como un Sistema Nacional de Creadores que abarca desde los jóvenes creadores de los estados hasta los eméritos en todos los campos de la creación”
Durante el periodo de transición se mantuvieron tanto los apoyos como las becas, y las convocatorias continuaron su curso bajo el mecanismo institucional conocido ahora como el Sistema de Apoyos a la Creación y Proyectos Culturales (SACPC).

## Convocatorias
Las 25 convocatorias se concentran en los diferentes quehaceres artísticos música, danza un jurado es el encargado de dictaminar a los acreedores de la beca.
- Artes aplicadas:  enfocada a profesionistas menores de 31 años, se originó en el 2000, y apoya el enriquecimiento académico en el campo de las artes aplicadas con dos becas para estudiar una especialidad en l'École Nationale Supérieure des Arts Décoratfis ENSAD de París, Francia por 10 meses.[18]

- Becas María Grevener promueve la creación de música popular mexicana en diferentes géneros con el otorgamiento de estímulos económicos a compositores.[19]

- Cátedra cultural de México creada en el 2010 busca promover la creación cultural y artística haciendo que artistas e intelectuales mexicanos visiten universidades en el extranjero impartiendo conferencias magistrales y presentar proyectos artísticos y culturales de impacto comunitario para generar vínculos con otras comunidades artísticas, académicas y estudiantiles.[20]

- Centro de experimentación y producción de música contemporánea dirigida a músicos y ejecutantes busca integrar el cuerpo de instrumentistas del Centro de Experimentación y Producción de Música Contemporánea (CEPROMUSIC); generar proyectos artísticos cuyo eje sea la música contemporánea; desarrollar proyectos de música contemporánea que complementen la innovación creativa; trabajar música experimental y el fortalecer las experiencias de los creadores dicha música.[21]

- Centro de producción de danza contemporánea: busca integrar el cuerpo de bailarines del Centro de Producción de Danza Contemporánea CEPRODAC; desarrollar estrategias de actualización profesional; generar proyectos interdisciplinarios que permitan la investigación y experimentación; desarrollar proyectos que favorezcan la formación de públicos.[22]

- Ciudades mexicanas del patrimonio mundial: siendo el Fonca el mecanismo financiero del Conaculta busca conservar y preservar las características que le permitieron, a diferentes ciudades del país, el título de ciudad patrimonio mundial por la Unesco. Implementa acciones de conservación, rehabilitación, recuperación y restauración. Las ciudades mexicanas con este título son: Campeche, Ciudad de México y Xochimilco, Guanajuato, Morelia, Oaxaca, Puebla, Querétaro, San Miguel de Allende, Tlacotalpan y Zacatecas.[23]

- Compañía Nacional de Teatro: su objetivo es integrar dicha compañía; crear y difundir repertorio teatral estable, dinámico y plural; consolidar la función social de la compañía; fomentar y desarrollar proyectos teatrales de excelencia para fortalecer la identidad cultural de las comunidades.[24]

- Creadores Escénicos: su fin es propiciar condiciones para la profesionalización, promoción y actualización curricular de los creadores escénicos, de igual manera busca divulgar y difundir el conocimiento artístico y las habilidades técnicas.[25]

- Estudio de Ópera de Bellas Artes:  para cantantes y pianistas, busca impulsar el desarrollo en dichas disciplinas.[26]

- Jóvenes creadores:  para jóvenes de 18 a 34 años,  este programa es para que los artistas puedan crear obras artísticas en el transcurso de un año.  La ayuda que brinda el FONCA para esta categoría son Becas económicas, tutorías con artistas reconocidos, encuentros entre jóvenes creadores y fomento interdisciplinar[27]

- México: encuentro de las artes escénicas: se abre un concurso para seleccionar coreografías, conciertos, obras teatrales y espectáculos escénicos interdisciplinarios que después serán presentados durante el encuentro de las Artes Escénicas.[28]

- Programa de músicos tradicionales: busca impulsar la creación e interpretación de obras musicales, instrumentales y vocales, que retomen las formas tradicionales mexicanas de diversos géneros o que den pie a su renovación reuniendo elementos dando pie a nuevos desarrollos[29]

- Edmundo Valadés:  ofrece apoyos económicos para la edición de revistas independientes, impresas y electrónicas.[30]

- México en escena:  busca brincar apoyo económico a grupos artísticos profesionales con vocación para las artes escénicas; estimular la autonomía artística y administrativa de agrupaciones dedicadas a la danza, música, ópera y al teatro; propiciar que las agrupaciones continúen consolidando su perfil artístico y un lenguaje propio.[31]

- Programa de Apoyo a la Traducción:  brinda apoyos económicos a editoriales extranjeras que presenten proyectos en los que se incluya la traducción y publicación a su idioma de obras de autores mexicanos, de igual manera brinda apoyos económicos a editoriales mexicanas que presenten proyectos que contemplen la traducción y publicación al español de obras de autores extranjeros.[32]

- Programa de becas para estudios en el extranjero: creado en 1994, este programa pretende estimular, promover y fortalecer el desarrollo académico, la formación profesional y el perfeccionamiento artístico de estudiantes, creadores e investigadores mexicanos en área de las artes y la cultura.[33]

- Programa de fomento a proyectos y coinversiones culturales:  brinda apoyos financieros (fomentos y coinversiones) a iniciativas presentadas por creadores, intérpretes, investigadores, promotores y educadores para realizar proyectos integrales cuya salida al público sea en un máximo de 12 meses.[34]

- Programa de residencias artísticas para creadores de Iberoamérica y de Haití en México:  busca fomentar el intercambio cultural y multidisciplinario, apoyando la conformación de redes artísticas dentro de la comunidad iberoamericana. Este programa fue resultado de la VIII Reunión de la comisión Binacional del 2007 que se hizo en Madrid.[35]

- Programa para la promoción internacional de artistas visuales mexicanos: busca promover la presencia del trabajo de artistas visuales nacionales en el extranjero.[36]

- Residencias artísticas: desde 1992 ofrece a los artistas un espacio para realizar estancias cortas, 4 meses máximo, en otros países para desarrollar algún proyecto artístico y enriquecer la experiencia profesional del artista en un ámbito cultural diferente.[37]

- Rutas escénicas. México-Unión Europea:  a partir del 2012 busca promover artes escénicas de calidad en un contexto de intercambio artístico y cultural entre México y los países de la Unión Europea, fomentando la presencia recíproca en presentaciones, giras o temporadas.[38]

- Sistema Nacional de Creadores de Arte: busca estimular, fomentar y apoyar la creación artística individual y su ejercicio; contribuir a incrementar el patrimonio cultural del país. Abarca la arquitectura, artes visuales, composición musical, coreografías, letras, medios audiovisuales y teatro.[39]

- Cátedra cultural de México Iniciativa de Agentes Culturales de la Universidad de Harvard:  busca crear nuevos espacios de interlocución a creadores mexicanos otorgando apoyos económicos a ONG, sin fines de lucro y constituidas en México, para impartir una conferencia magistral en la Universidad de Harvard.[40]

Los interesados en obtener alguna beca o apoyo del FONCA deberán enviar sus propuestas, conforme dice la convocatoria, las cuales pasarán a una comisión especial del programa que evaluará el aspecto técnico y administrativo y decidirá quienes son acreedores al apoyo.

## Beneficiados destacados
Entre los beneficiados por apoyos del FONCA se cuentan artistas como Emilio Carballido, Ricardo Garibay, Mario Bellatin, Cristian Canton Ferrer, Ludwig Margules, Alejandro Luna, los Hermanos Villalobos, David Huerta, Silvia Navarrete, Liliana Pedroza Luis Felipe Lomelí, Liliana Flores, Francisco Toledo, Arturo Márquez, Gabriel García Márquez, Carlos Fuentes, Manuel de Elías, Gabriel Orozco y Jorge Volpi

## Fonca y FIC
En el 2013, durante la edición 41 del Festival Internacional Cervantino se originó el programa Fonca-FIC el cual busca apoyar el estreno de obras de los miembros del programa de Sistema Nacional de Creadores. La sangre de Antigona de Ignacio García fue una de las obras que se presentaron durante el FIC con este programa.